# غروفيريدر
رايموند بنغهام (Raymond Bingham) (بالإنجليزية: Grooverider)‏ و يعرف أكثر باسمه المستعار غروفيريدر (Griiverider) من مواليد 16 أبريل 1967 .هو دي جي ومنتج أسطوانات بريطاني .

## روابط خارجية
- غروفيريدر على موقع ميوزك برينز (الإنجليزية)
- غروفيريدر على موقع ميوزك برينز (الإنجليزية)
- غروفيريدر على موقع ميوزك برينز (الإنجليزية)
- غروفيريدر على موقع ميوزك برينز (الإنجليزية)
- غروفيريدر على موقع أول ميوزيك (الإنجليزية)
- غروفيريدر على موقع أول ميوزيك (الإنجليزية)
- غروفيريدر على موقع ديسكوغز (الإنجليزية)
- غروفيريدر على موقع ديسكوغز (الإنجليزية)
- غروفيريدر على موقع ديسكوغز (الإنجليزية)
- غروفيريدر على موقع ديسكوغز (الإنجليزية)